# Orthocladius nudipennis
Orthocladius nudipennis är en tvåvingeart som först beskrevs av Maurice Emile Marie Goetghebuer 1949.  Orthocladius nudipennis ingår i släktet Orthocladius och familjen fjädermyggor.
Artens utbredningsområde är Irland. Inga underarter finns listade i Catalogue of Life.